# Sesia-zone
| Geologie van de Alpen |
| --- |
| Weisshorn |
| Tektonische indeling |
| Molassebekken |
| Helvetische Zone |
| Penninische Dekbladen |
| Austroalpiene Dekbladen |
| Zuidelijke Alpen |
| Geologische structuren |
| Aarmassief · Dent Blanche-nappe · Engadin-venster · Hohe Tauern-venster · Periadriatische lijn · Ivrea-zone · Lepontin dome · Rhône-Simplonlijn · Sesia-zone |
| Paleogeografische gebieden |
| Valais-oceaan |
| Briançonnais microcontinent |
| Piëmont-Liguriëbekken |
| Apulische of Adriatische plaat |
| Portaal Geologie |

De Sesia-zone is een tektonische eenheid in de Zwitserse en Italiaanse Alpen. De eenheid dagzoomt in de Walliser Alpen en in het zuidoostelijke deel van het Valle d'Aosta. Tegenwoordig wordt de Sesia-eenheid meestal gezien als een deel van de Austroalpiene dekbladen, samen met de Dent Blanche-nappe.
De eenheid bestaat uit hoog metamorfe gesteentes, net als in de (tektonisch) onderliggende Penninische gesteentes. In het zuidoosten wordt de zone begrensd door de Insubrische Lijn, een grote breukzone. Aan de andere kant van de breukzone liggen gesteentes van de Ivrea-zone, die geologisch gezien tot de Zuidelijke Alpen behoort.
De eenheid is net als de rest van de Austroalpiene dekbladen afkomstig van een microcontinent dat in het Mesozoïcum of het noordelijkste deel van de Adriatische plaat vormde, of daar ten noorden van lag. Bij het uit elkaar riften van Europa en Afrika in het Jura riften diverse microcontinenten van Afrika af, om bij de vorming van de Alpen in het Paleogeen in de dekbladstapelingen terecht te komen.